# Diogoa
Diogoa é um género botânico pertencente à família Olacaceae.

## Espécies
- Diogoa retivenia
- Diogoa zenkeri